# Looney Tunes

Aktuelle Titelkarte der Looney Tunes

Vorherige Titelkarte der Looney Tunes, oft mit Bugs Bunny im Zentrum

Looney Tunes (ins Deutsche etwa mit „verrückte Melodien“ zu übersetzen) ist eine Trickfilmreihe von Warner Bros., für die bekannte Figuren wie Bugs Bunny und Daffy Duck entwickelt wurden.
Von 1930 bis 1969 entstanden in den Reihen Looney Tunes und Merrie Melodies über 1000 jeweils rund 7-minütige Trickfilme. Die wichtigsten Regisseure waren Tex Avery, Chuck Jones, Robert Clampett, Friz Freleng, Robert McKimson, Hugh Harman und Rudolf Ising.

## Geschichte
Warner startete 1930 seine Trickfilmreihe Looney Tunes, deren Name sich an Disneys Silly Symphonies anlehnt. Der erste „Star“ der Looney Tunes war Bosko – eine äffchenartige Figur mit Ähnlichkeit zur seinerzeitigen Mickey-Mouse-Figur von Walt Disney –, der seinen ersten Kinoauftritt 1930 in dem Film Treiben in der Badewanne (Originaltitel: Sinking In the Bathtub) hatte. Zwischen 1933 und 1935 hatte die Folgefigur Buddy Auftritte in 24 Cartoons. Buddy wurde von einer Figur abgelöst, die bis heute Bestandteil der Looney Tunes ist: Schweinchen Dick. Ihm folgten weitere Figuren, die regelrechte Berühmtheit erlangten: Daffy Duck 1937 und Bugs Bunny 1940.
1931 folgten als zweite Reihe die Merrie Melodies. Während die Looney Tunes feste Hauptcharaktere hatten, bestanden die Merrie Melodies aus Filmen mit wechselnden Figuren. 1934 wurden die Merrie Melodies farbig, während die Looney Tunes bis 1943 schwarzweiß blieben. Ab diesem Zeitpunkt gab es zwischen den beiden Reihen außer dem unterschiedlichen Vorspann keine Unterschiede mehr und die Figuren traten in beiden Reihen auf. Die Erkennungsmusik der Looney Tunes war „The Merry-Go-Round Broke Down“ von Cliff Friend und Dave Franklin, eine Variation von „Merrily We Roll Along“ von Charles Tobias, Murray Mencher und Eddie Cantor kennzeichnete die Merrie Melodies.
Während der frühen 1930er-Jahre zeigten die Looney-Tunes-Filme meist Tanz- und Gesangsdarstellungen, obwohl sie nicht explizit auf die Zielgruppe der Kinder und Jugendlichen ausgerichtet waren. Später wurden die Kurzfilme eher auf die erwachsene Zielgruppe ausgerichtet.
In den 1930er- und 1940er-Jahren entstanden etliche Kurzfilme mit stereotypen Figuren über Afroamerikaner, Afrikaner, Deutsche, Japaner, Italiener, Araber, Juden und Indianer. Elf dieser Cartoons wurden 1968 wegen rassistischer Inhalte gegenüber Afroamerikanern und Afrikanern aus dem Handel genommen und werden mittlerweile als Censored 11 bezeichnet. Das gleiche Schicksal ereilte Speedy Gonzales 1999, diese Cartoons wurden 2002 aber nach Protesten der Hispano-Amerikaner wieder freigegeben.
Mit der Einführung des Fernsehens wuchs auch die Beliebtheit der Looney Tunes, die dort seit Mitte der Fünfziger ausgestrahlt wurden. Da die Fernsehsender mit den Cartoons vor allem junge Zuschauer erreichen wollten, wurden die Trickfilme im Zuge einer Debatte um kindgerechtes Fernsehen in den siebziger Jahren um anzügliche und gewalttätige Szenen gekürzt.
Bis 1969 liefen die Looney Tunes im US-amerikanischen Kino. Um neue Zuschauer zu gewinnen, wurden sie ab 1987 erneut auf der Leinwand gezeigt, in der Regel als Vorspann für Familienfilme von Warner Bros.
Mit den Filmen Falsches Spiel mit Roger Rabbit (1988), Space Jam (1996), Looney Tunes: Back in Action (2003) und Space Jam: A New Legacy (2021) traten die Looney-Tunes-Figuren in Kinofilmen auf, in denen Zeichentrickfiguren zusammen mit echten Schauspielern zu sehen sind, wobei letztere beiden Werke als Flop gelten.
Weit erfolgreicher waren die Fernsehserien, die in der Regel immer die gleichen Figuren kombinierten. Zu den bekanntesten zählen beispielsweise Sylvester, Tweety und Granny, Road Runner und Wile E. Coyote oder Daffy Duck und Schweinchen Dick. In den 1990er Jahren kam der Ableger Tiny Toons heraus, in dem auch die originalen Looney Tunes häufig vertreten sind. In den 2000er Jahren folgte Baby Looney Tunes (2002–2006), in den 2010er Jahren The Looney Tunes Show (2011–2013) sowie Die neue Looney Tunes Show (2016–2019) und in den 2020er Jahren Looney Tunes Cartoons (2020–2023) sowie Bugs Bunnys Baumeister (seit 2022).
Neben den Produktionen der Disney-Studios und den Werken von William Hanna und Joseph Barbera für Metro-Goldwyn-Mayer (Tom und Jerry, Familie Feuerstein) sind die Looney Tunes die wohl bekanntesten Zeichentrickfilme des westlichen Kulturkreises.

## Figuren
Die bekanntesten Figuren:
- Bosko (1929)
- Buddy (1933)
- Schweinchen Dick (1935)
- Daffy Duck (1937)
- Bugs Bunny (1940)
- Elmer Fudd (1940)
- Tweety (1942)
- Sylvester (1945)
- Pepé le Pew (1945)
- Yosemite Sam (1945)
- Foghorn Leghorn (1946)
- Marvin der Marsmensch (1948)
- Road Runner und Wile E. Coyote (1949)
- Speedy Gonzales (1953)
- Taz (1954)
- Lola Bunny (1996)

Weitere Figuren:
- 1930er-Jahre: Beans, Bookworm, Bruno, Cookie, Dizzy Duck, Egghead, Emily the Chicken, Fluffy, Foxy, Gabby Goat, Goopy Geer, Ham & Ex, Honey, Inki, Jack Bunny, Little Kitty, Mynah Bird, Oliver Owl, Owl Jolson, Petunia Pig, Phineas Pig, Piggy, Piggy Hamhock, Pinky Pig, Roxy, Sniffles, The Two Curious Puppies, W.C. Squeals, Wilbur
- 1940er-Jahre: A. Flea, Babbit & Catstello, Barnyard Dawg, Beaky Buzzard, Betrunkener Storch, Bobo the Elephant, Cecil Turtle, Charlie Dog, Claude Cat, Colonel Shuffle, Conrad the Cat, The Crusher, Dr. Lorre, George K. Chickenhawk, Goofy Gophers (Mac & Tosh), Gossamer, Granny, Gruesome Gorilla, Hector the Bulldog, Henery Hawk, Hippety Hopper, Hubie & Bertie, Little Blabbermouse, Penelope Pussycat, Playboy Penguin, Quentin Quail, The Supreme Cat, The Three Bears, Wacky Worm, W.C. Fields Mouse, Wellington, Willoughby the dog, The Woodpecker
- 1950er-Jahre: Alice Crumden, Benny, Blacque Jacque Shellacque, Clyde Bunny, Dodsworth, Egghead Jr., Frisky Puppy, Honey Bunny, Instant Martians, Jose & Manuel, The Kitten, Marc Antony & Pussyfoot, Melissa Duck, Michigan J. Frog, Miss Prissy, Nasty Canasta, Ned Morton, Pappy & Elvis, Pete Puma, Ralph Crumden, Ralph Phillips, Ralph Wolf & Sam Sheepdog, Rocky & Mugsy, Sam Cat, Slowpoke Rodriguez, Spike the Bulldog & Chester the Terrier, Sylvester Jr., The Weasel, Witch Hazel
- 1960er-Jahre: Bunny & Claude, Colonel Rimfire, Cool Cat, Merlin the Magic Mouse, Second Banana

## Synchronisation
Hier eine Liste der Sprecher der alten ZDF-Synchronisation (seit den 1990er-Jahren gibt es eine Neusynchronisierung, z. B. mit Sven Plate als Bugs Bunny und Gerald Schaale als Daffy Duck):
| Rolle                | Deutsche Sprecher                  |
| -------------------- | ---------------------------------- |
| Bugs Bunny           | Gerd Vespermann                    |
| Daffy Duck           | Dieter Kursawe Wilfried Herbst     |
| Elmer Fudd           | Kurt Zips Herbert Weißbach         |
| Yosemite Sam         | Klaus W. Krause Walter Reichelt    |
| Sylvester            | Toni Herbert Paul Bürks            |
| Tweety               | Angelika Pawlowski                 |
| Foghorn Leghorn      | Martin Hirthe Herbert Weicker      |
| Barnyard Dawg        | Leon Rainer                        |
| Henery Hawk          | Peter Thom                         |
| Wile E. Coyote       | Fred Maire                         |
| Schweinchen Dick     | Walter Gross Wolfgang Spier        |
| Pepé le Pew          | Paul Lasner Friedrich Schoenfelder |
| Speedy Gonzales      | Joachim Tennstedt                  |
| Wachhund             | Michael Rüth                       |
| Marvin der Marsianer | Eberhard Storeck                   |
| Taz                  | Kurt E. Ludwig                     |
| Bulldogge            | Edgar Ott                          |

## Oscar-Gewinner
Folgende Warner-Cartoons erhielten den Oscar für den besten animierten Kurzfilm:
- 1947: Sylvester zieht den Kürzeren (Tweety Pie, mit Sylvester und Tweety)
- 1949: Dicke Luft (For Scent-Imental Reasons, mit Pepé le Pew)
- 1955: Die schnellste Maus von Mexiko (Speedy Gonzales, mit Speedy Gonzales und Sylvester)
- 1957: Die Anonymen Vogelfresser (Birds Anonymous, mit Sylvester und Tweety)
- 1958: Ein Hase an König Arthurs Hof (Knighty Knight Bugs, mit Bugs Bunny und Yosemite Sam)

## Comics
In Deutschland erschienen Looney-Tunes-Comics 1972–1987 beim Condor Verlag unter den Titeln Schweinchen Dick und Bugs Bunny. Ehapa brachte 1992–1997 die Comicreihe Bugs Bunny & Co., die später in Alles Karotti umbenannt wurde. 1999–2000 erschienen die Comics bei Dino unter dem Titel Looney Tunes, schließlich 2001 bei Panini als Bugs Bunny & Friends.

## Sonstiges
Das erfolgreiche Reggaetón-Produzentenduo Luny Tunes benannte sich nach den amerikanischen Comic-Helden.